# موزه ملی قرآن کریم
موزه ملی قرآن کریم موزه‌ای تخصصی در زمینه شناساندن نسخه‌های خطی و آثار هنری قرآنی است که در تهران در تقاطع خیابان امام خمینی (خیابان سپه) با خیابان ولی‌عصر جای گرفته‌است.
ساختمان موزه ملی قرآن در دو بازه زمانی پیش و پس و بعد از انقلاب ۱۳۵۷ طراحی و ساخته شده‌است. کارفرما مرحله نخست دفتر مخصوص فرح دیبا بود. ساخت این مجموعه در سال ۱۳۵۴ با عنوان فرهنگسرا در کنار کاخ مرمر و کاخ سنا (ساختمان مجلس خبرگان کنونی) و در ۱۴ متر زیر زمین و در سه طبقه با مساحت ۱۰ هزار مترمربع آغاز شد که تا زمان انقلاب ۱۳۵۷، ۲۵ درصد کار ساخت انجام شد و پس از یک وقفه ۱۶ ساله، در سال ۱۳۷۳ ساخت آن به دستور حسن حبیبی - معاون رئیس‌جمهور وقت دنبال گرفته شد و پس از ساخت و تحویل میراث فرهنگی شد.

## پیشینه
موقعیت جغرافیایی موزه ملی قرآن کریم بسیار ویژه است، به گونه‌ای که از شمال به خیابان پاستور و نهاد ریاست جمهوری، از شرق به خیابان ولی‌عصر، از غرب به خیابان فلسطین و از جنوب به خیابان امام خمینی راه دارد. عملیات اجرایی ساخت بنای این موزه که در محوطه کاخ مرمر است از سال ۱۳۵۵ در قالب یک فرهنگسرا آغاز شد و تا هنگام انقلاب ۱۳۵۷ ۲۵ درصد آن به انجام رسیده بود. کارفرمای این دفتر مخصوص فرح دیبا و پیمانکار مجری طرح آن شرکت رس (مهندس پور فتحی) بود.
کار ساخت این بنا بعد از یک توقف شانزده ساله دوباره در سال ۱۳۷۳ پی گرفته شد و در سال ۱۳۷۶ به پایان رسید اما به بهره‌برداری نرسید. در سال ۱۳۸۴ با تلاش‌های دکتر حسن حبیبی این مکان تبدیل به موزه ملی قرآن کریم شد و ریاست آن را هم احمد مسجدجامعی به عهده گرفت. از همان سال ۱۳۸۴ تا ۱۳۸۸ شیوه مدیریت این موزه به صورت هیئت امنا یی بود اما از سال ۱۳۸۸ به بعد این ساختار تغییر کرد و دیگر هیئت امنایی وجود ندارد
بعد از مسجد جامعی، حجت الاسلام فخرالدین صابری با حکم حمید بقایی ریاست موزه قرآن را بر عهده گرفت و در سال 1396 با حکم زهرا احمدی پور، ریاست سازمان میراث فرهنگی، امیر لهراسبی عهده دار مسئولیت موزه ملی قرآن شد.

## معماری
در معماری این مجموعه «هندسه» و «سازه» نقش بنیادین را ایفا می‌کند. عامل هندسه (که در راستای کارکرد فرهنگی مجموعه نیز هست)، به ویژه در طراحی سرسرای اصلی نقش بسیار نمایانی دارد. عامل سازه نیز با بهره‌گیری چیره‌دستانه از اشکال هندسی در ساختن سقف‌ها (به ویژه در بخش کتابخانه) و در سقف سالن اصلی آمفی‌تئاتر نمونهٔ جالبی از کاربرد عناصر سازه‌ای ساختمان در طرح معماری این مجموعه به‌شمار می‌رود. تلاش در بهره‌گیری از نور و روشنایی طبیعی، با جایگذاری نورگیرها در بام مجموعه، سبب شده که سرسرا، کتابخانه، بخش‌هایی از موزه و نگارخانه‌ها و بخش اداری تا اندازه مطلوبی از نور بهره‌مند شوند. در گزینش مصالح؛ دوام بالا، کاهش میزان نیاز به رنگ‌آمیزی و بازسازی و نگهداری، امکانات موجود، و توجه به اهمیت نماهای درونی (در بنایی که نمای خارجی ندارد) معیارهای اصلی در انتخاب بوده‌اند. از همین رو در بخش بزرگی از بنا از نمای آجرنما و بتن نمایان (بتن تیشه‌ای با سیمان سفید) استفاده شده‌است. همچنین بهره‌مندی از طرح‌های ویژه کاشی‌کاری و نقوش آشنای فضاهای مذهبی، به نزدیکی و پیوند بیشتر معماری این مجموعه با حال و هوای معماری بومی و سنتی افزوده‌است.
در ساختن این مجموعه به‌طور کامل از سازه بتنی استفاده شده‌است و یک دیوار دو جداره و عایق بتنی نیز که در سراسر محیط خارجی بنا امتداد یافته‌است، کل مجموعه را از فشار و رطوبت خاک پیرامونی زیر زمین محفوظ نگه می‌دارد. بهره گرفتن از سامانه‌های پیشرفته هواساز و نیز فراهمیدن روشنایی ساختگی شرایط مطلوب را در این مجموعه که در زیرزمین جای گرفته را فراهم کرده‌است.
ذوق و سلیقه معمار در برگزیدن مواد مصالح و اجرای دقیق کار با استفاده از زبردستی و مهارت استادکاران ایرانی در آجرکاری، کاشی‌کاری، نجاری، سنگ‌کاری و… به زیبایی فضاها و ایجاد احساس خوشایند ناشی از حضور در یک مکان مهم و عمومی فرهنگی یاری رسانده‌است.

## نمایشگاه و نگارخانه‌ها
از سه طبقه موزه، طبقه منفی یک و دو به نمایش نسخ خطی قرآن کریم، کتب ادعیه و موضوعات دیگر که منشعب از علوم قرآنی است اختصاص دارد. در جهت‌های کناری هر طبقه گالری‌ها و نگارخانه‌های زیبایی جای دارد که گاه برای نمایشگاه‌های جنبی و گاه به عنوان مکمل آثار موزه‌ای از آن‌ها بهره‌گیری می‌شود. همچنین در این گالری‌ها تابلوهای هنری، طراحی، خوشنویسی و نگارگری هنرمندان معاصر به نمایش گذاشته می‌شود.
آثار موجود پیرامون سه محور هستند که عبارتند از: آثار تاریخی فرهنگی مثل نسخ خطی، چاپ سنگی قرآن کریم، مرقعات، کتب ادعیه، طومارها و سایر آثاری که موضوعشان به نوعی با قرآن مرتبط است. دسته دوم آثار، مربوط به آثار خوشنویسان و هنرمندان معاصر مثل استاد امیرخانی می‌شود. محور سوم آثار موجود هم مربوط به اشیاء مثل سکه، ظروف، جعبه، قلمدان و نظایر اینها می‌شود. این اشیاء هم هرکدام به نوعی با مضامین قرآنی ارتباط دارند و اکثر آن‌ها متعلق به کاتبین و هنرمندان شناخته شده جهانی مثل میرعلی هروی، محمدابراهیم قمی، عبدالقادر حسینی و ام‌سلمه دختر فتحعلی شاه قاجار است. در این مجموعه نه تنها قرآن‌های ارزشمند و بسیار زیبا از بازه زمانی حدود سده چهارم هجری تا پایان قاجاریه وجود دارد، بلکه اشیاء ارزنده‌ای همچون سکه، ظروف، جعبه، قلمدان، گلدان و همانند آن‌ها و نیز آثار فاخر و هنری معاصر و بسیاری دیگر اشیاء بهادار فراهم آمده‌است.
بازدید از این موزه می‌تواند پاسخ بسیاری از پرسش‌های فرهیختگان در حوزه روند دگرگونی آرام کتابت را بدهد، چون هم‌اینک این موزه دارای ۶۵۰ اثر که بخش بزرگ آن نسخ خطی قرآن است، این در حالی است که در آغاز بنیادگذاری، این موزه با ۴۹ نسخه خطی و ۱۵۱ تابلو شکل گرفت.

## کتابخانه
در سویه جنوبی طبقه منفی یک، کتابخانه تخصصی قرار دارد که با وجود گنجایش ۳۰ هزار جلدی کتاب هم‌اکنون چهار هزار جلد کتاب را در حوزه‌های گوناگون مانند تفاسیر قرآنی، کتب علوم قرآنی و … را در خود جای داده‌است. این کتابخانه تخصصی مجموعه‌ای بسیار غنی در زمینه کتب مرجع و علوم قرآنی را در سه طبقه و به گستره ۴۶۵ متر مربع را در خود جای داده‌است. تالار امانات نشریات، تالار مطالعه و مخزن، نمازخانه، سالن سمعی و بصری، محل فروش نشریات و تولیدات فرهنگی، فضاهای ویژه پذیرایی و استراحت نیز از دیگر بخش‌های موزه ملی قرآن کریم است. یک آمفی‌تئاتر ۴۰۰ نفره هم برای برگزاری مراسم، همایش و مجالس مختلف در حال ساخت است و هنوز به بهره‌برداری نرسیده‌است.

## توسعه آینده
جایگیری این ساختمان در راستای محور شمالی – جنوبی کاخ مرمر، و نیز محور شرقی – غربی حیاط ورودی نگارستان، با ایجاد پیوند بین ساختمان جدید و بناهای قدیمی موجود، (کاخ مرمر و ساختمان موزه نگارستان) امکان پیاده‌سازی طرح یک مجموعه فرهنگی بزرگ و دربرگیرنده هر سه بنا را در آینده فراهم کرده‌است.

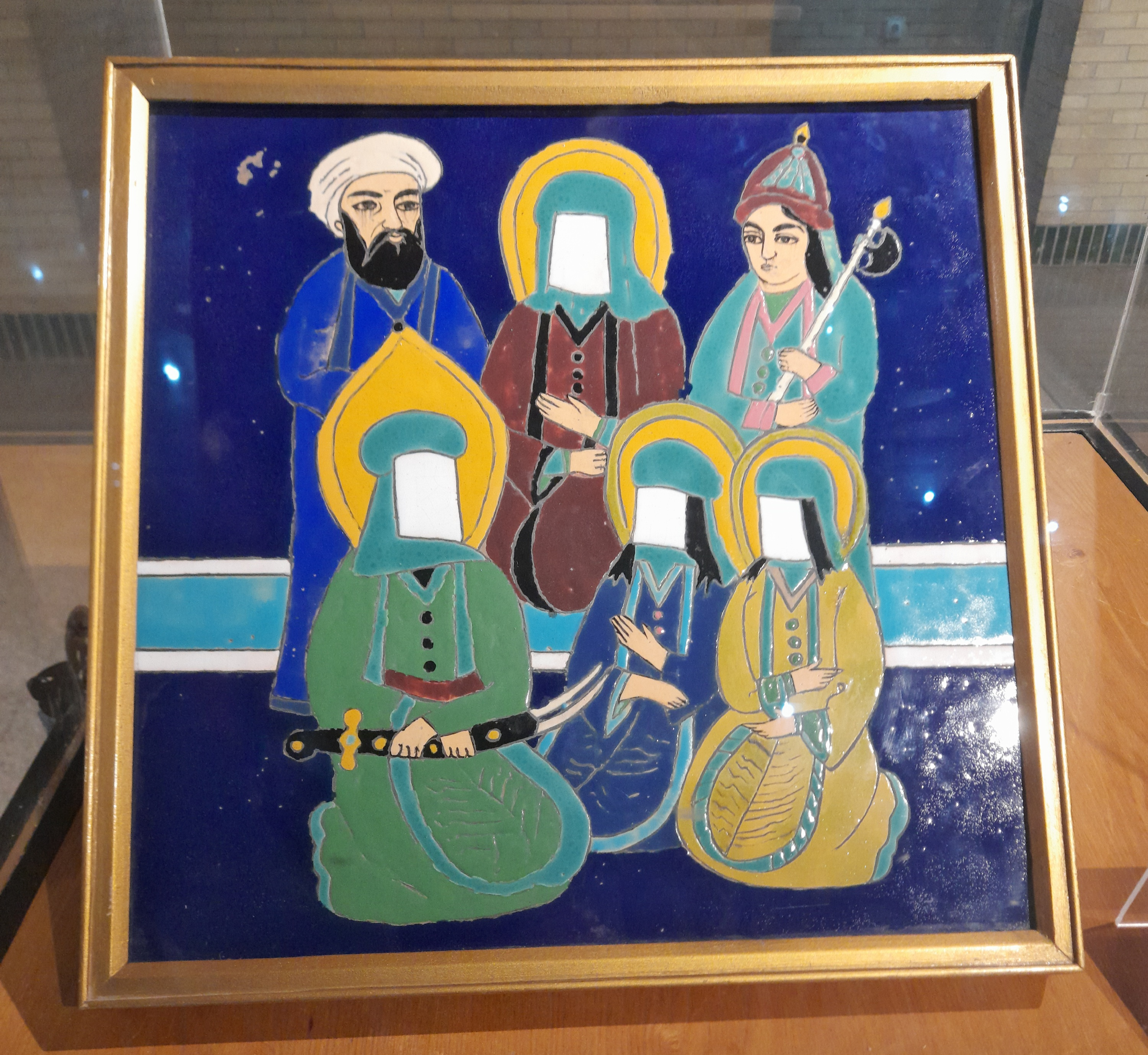
نگاره ای از محمد پیامبر اسلام، سلمان فارسی، علی بن ابی‌طالب، "قنبر" غلام ایشان و حسنین (حسن مجتبی و حسین بن علی)
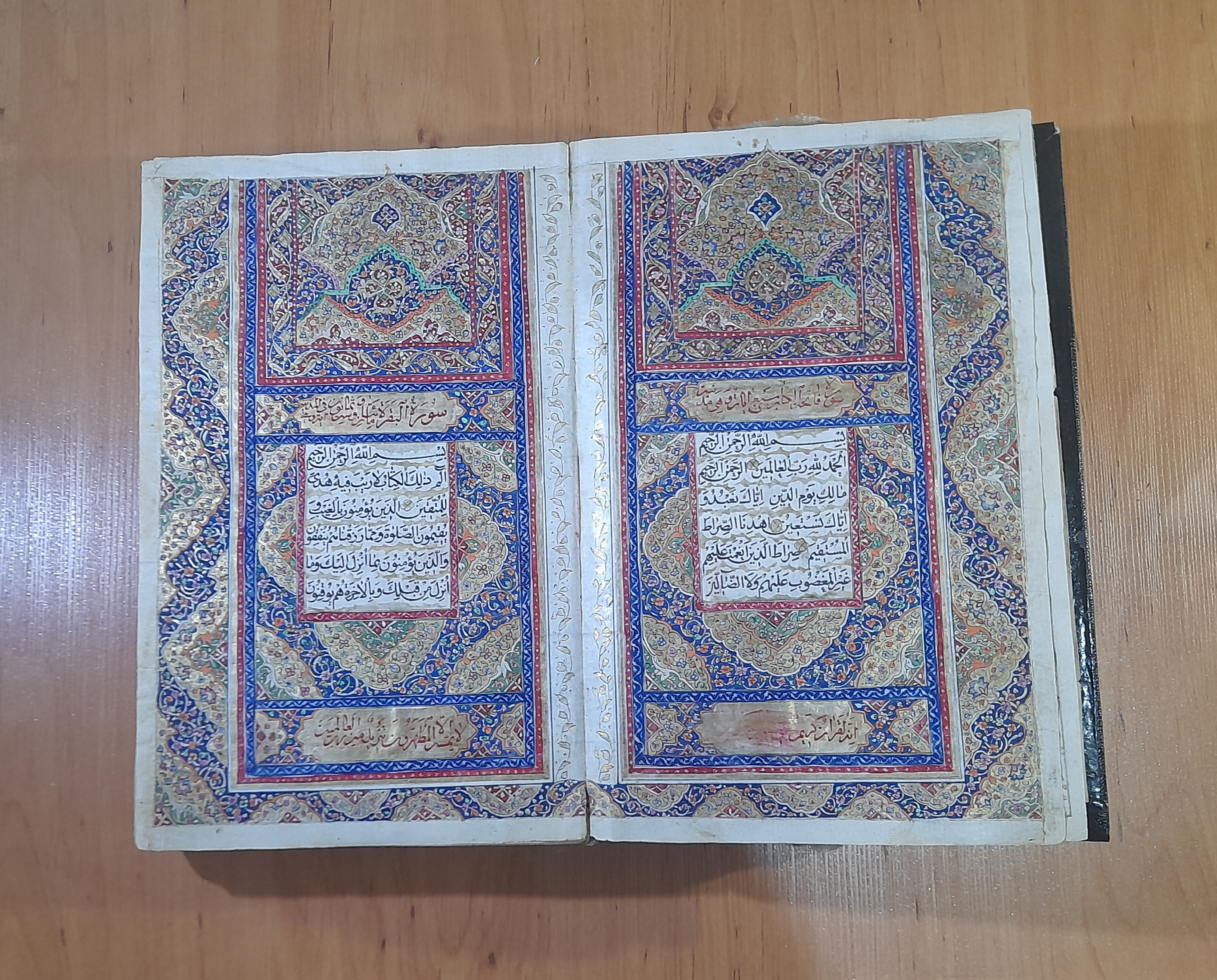
قرآنی که فاتحه (سوره) و سورۀ بقره در آن نمایان است
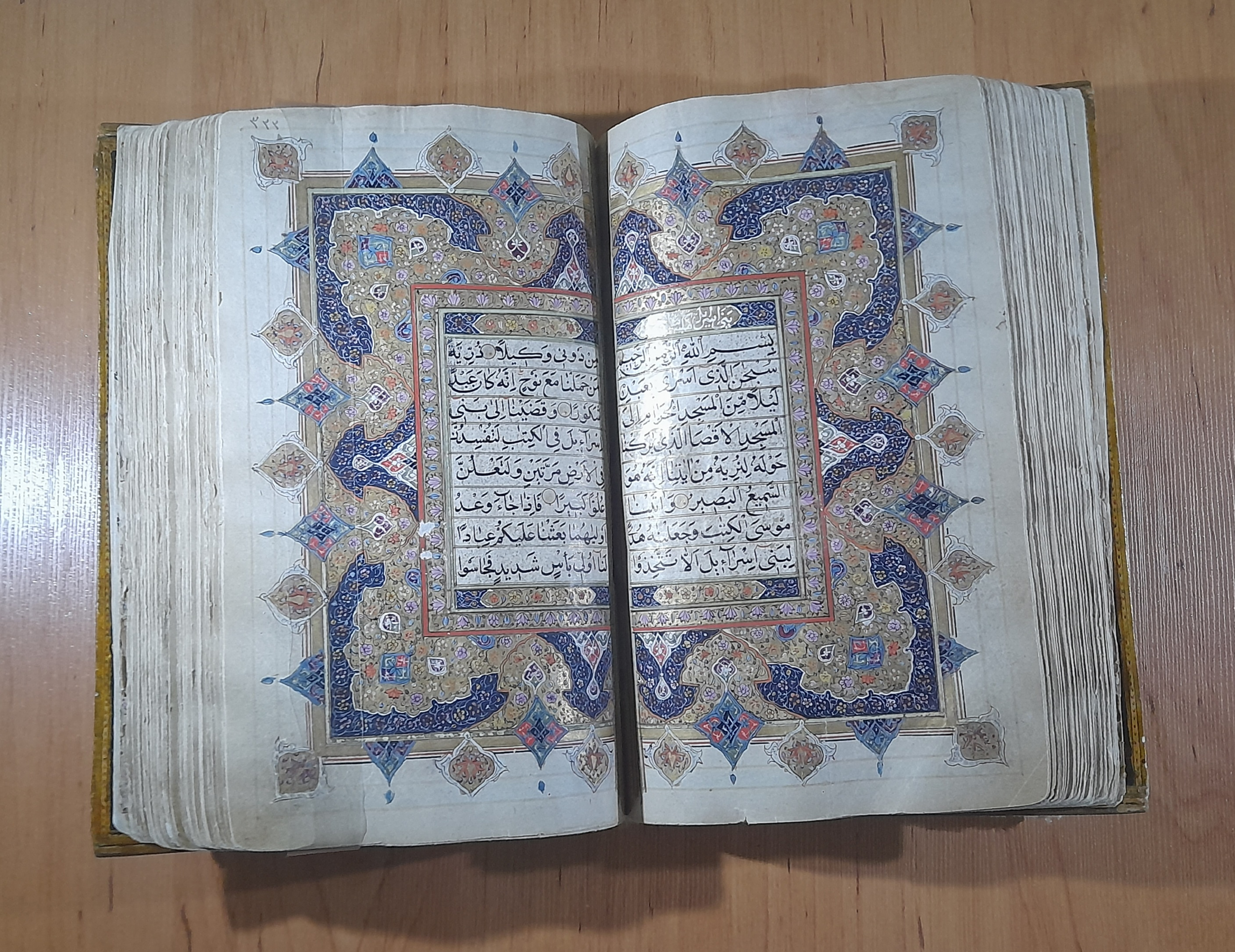
قرآنی تاریخی که سورۀ اسراء از میان آن پیداست
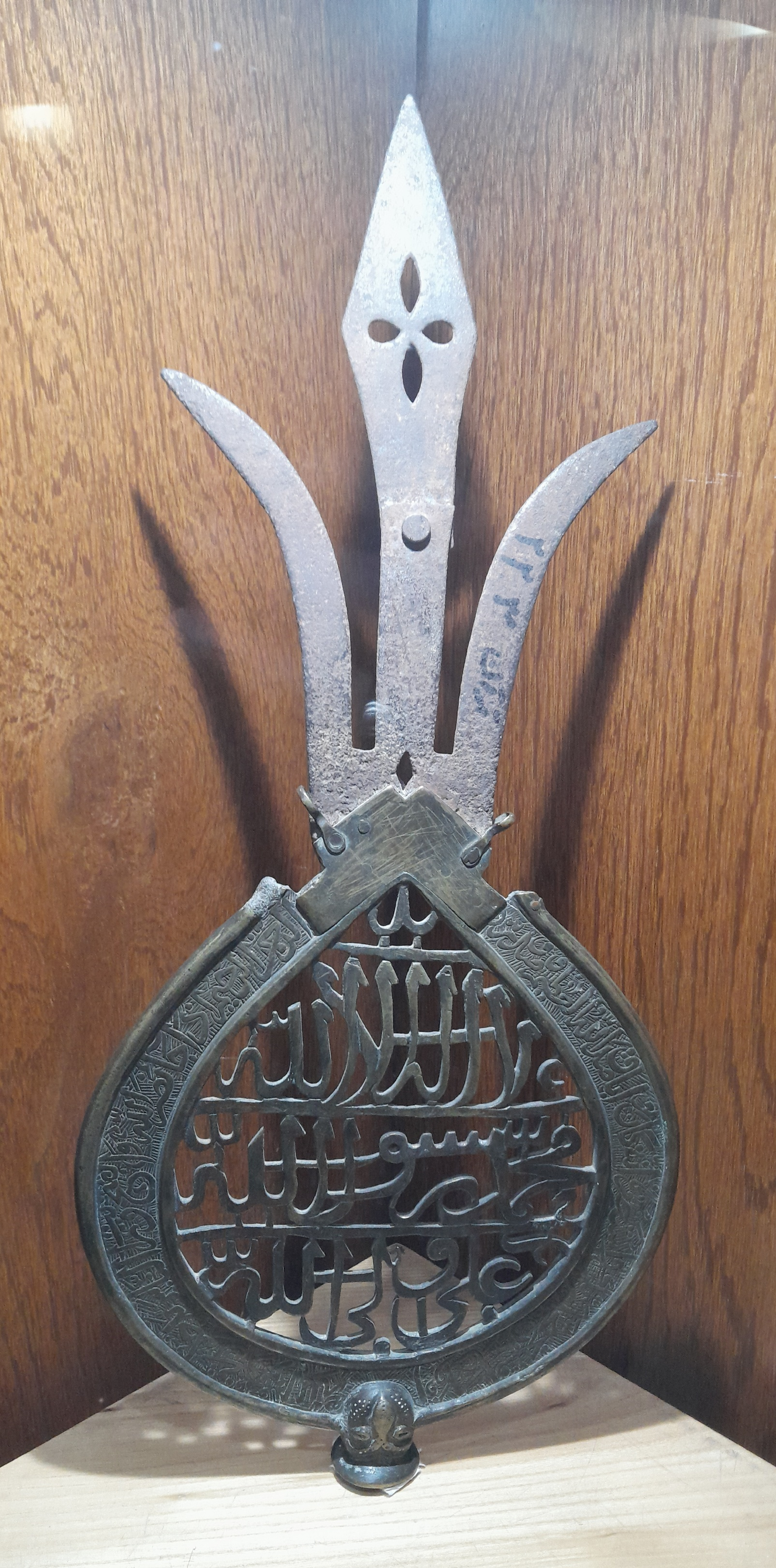
سر عَلَم فلزی منقوش به آیات قرآن - مربوط به دوره صفوی